# WNBA Coach of the Year
Le trophée d'Entraîneur WNBA de l'année (ou WNBA Coach of the Year Award) est décerné annuellement depuis la création de la WNBA à l'entraineur ayant eu le plus d'impact sur le parcours de son équipe. 

## Remarques
Le vainqueur est choisi par jury de journalistes sportifs américains, qui choisissent chacun trois entraîneurs, le premier obtenant cinq points, le deuxième trois points et le troisième un point, l'entraîneur ayant le plus de points remportant le titre sans égard pour le nombre de premières places. 
Cheryl Reeve a remporté ce trophée à quatre reprises, Van Chancellor et Mike Thibault ont remporté trois fois ce titre et Dan Hughes et Bill Laimbeer. deux fois.
Van Chancellor (1997–1999), Bill Laimbeer (2003), John Whisenant (2005), Brian Agler (2010) , Cheryl Reeve (2011), Sandy Brondello (2014) et Becky Hammon (2022) ont remporté à la fois ce trophée et le titre de champion WNBA la même saison.
Année 2022 incluse, huit femmes ont remporté ce titre : Marianne Stanley, Suzie McConnell Serio, Marynell Meadors, Cheryl Reeve, Sandy Brondello, Carol Ross, Nicki Collen et Becky Hammon.

## Palmarès

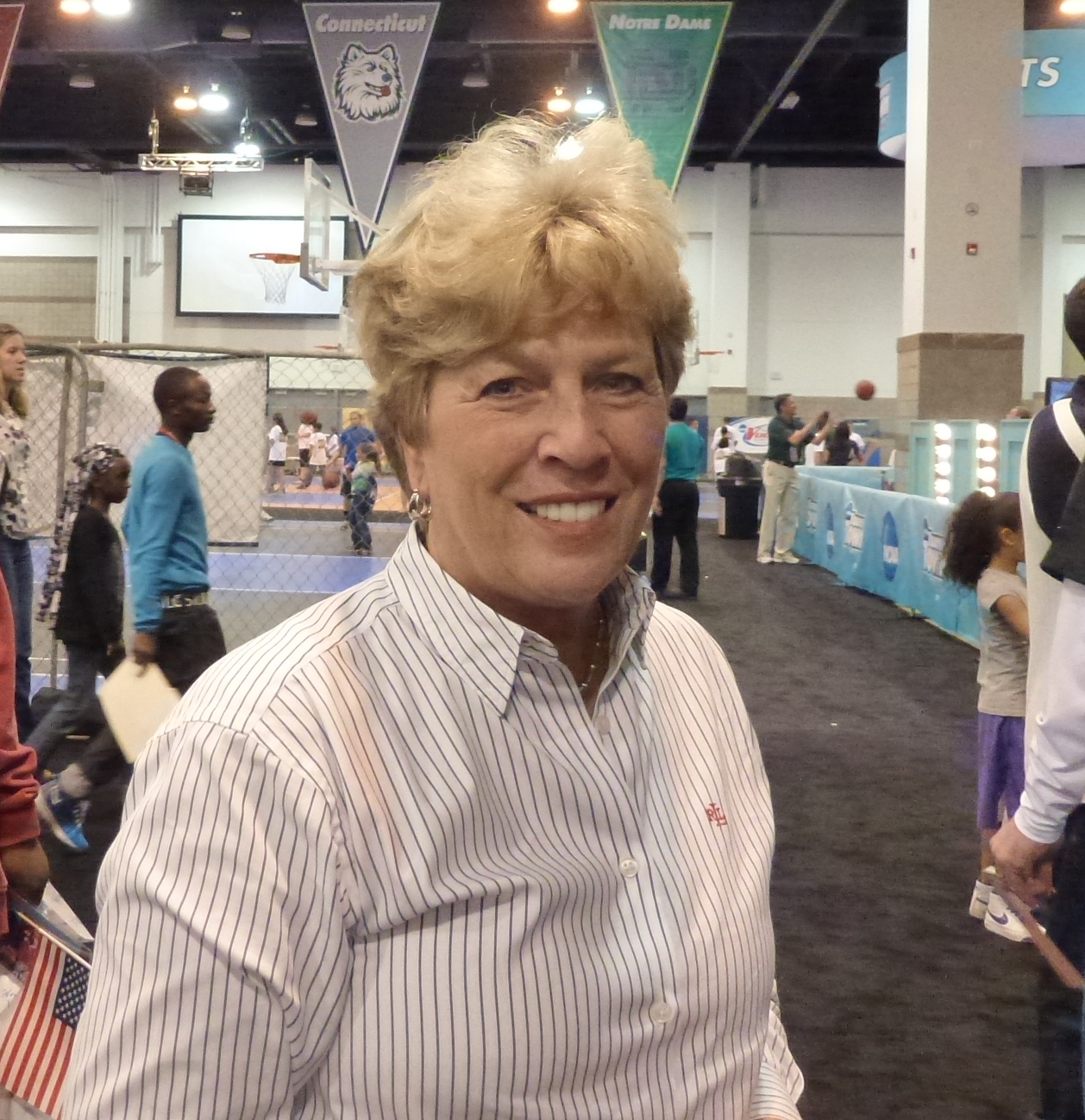
Marynell Meadors, lauréate en 2009.

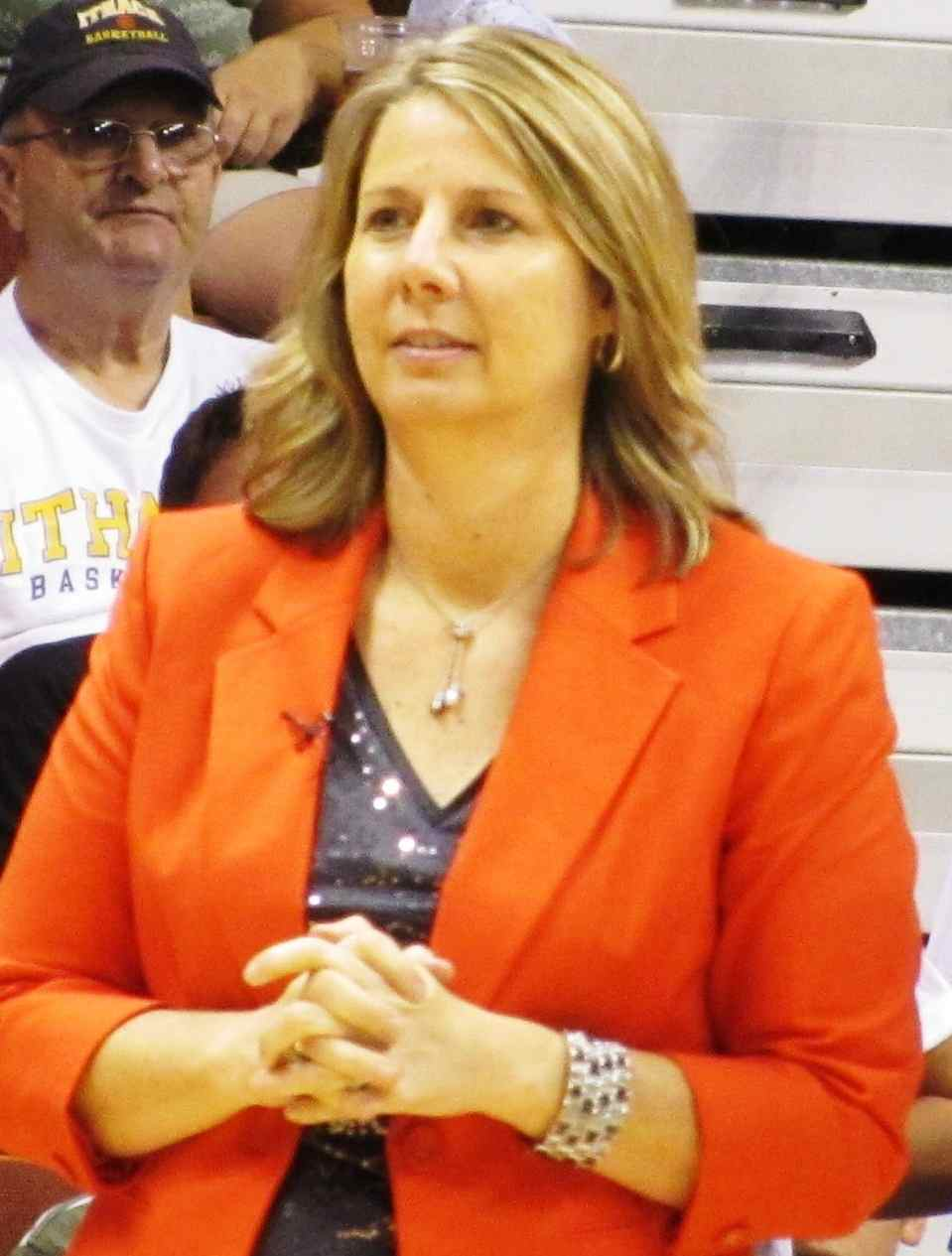
Cheryl Reeve, lauréate en 2011, 2016 et 2020.

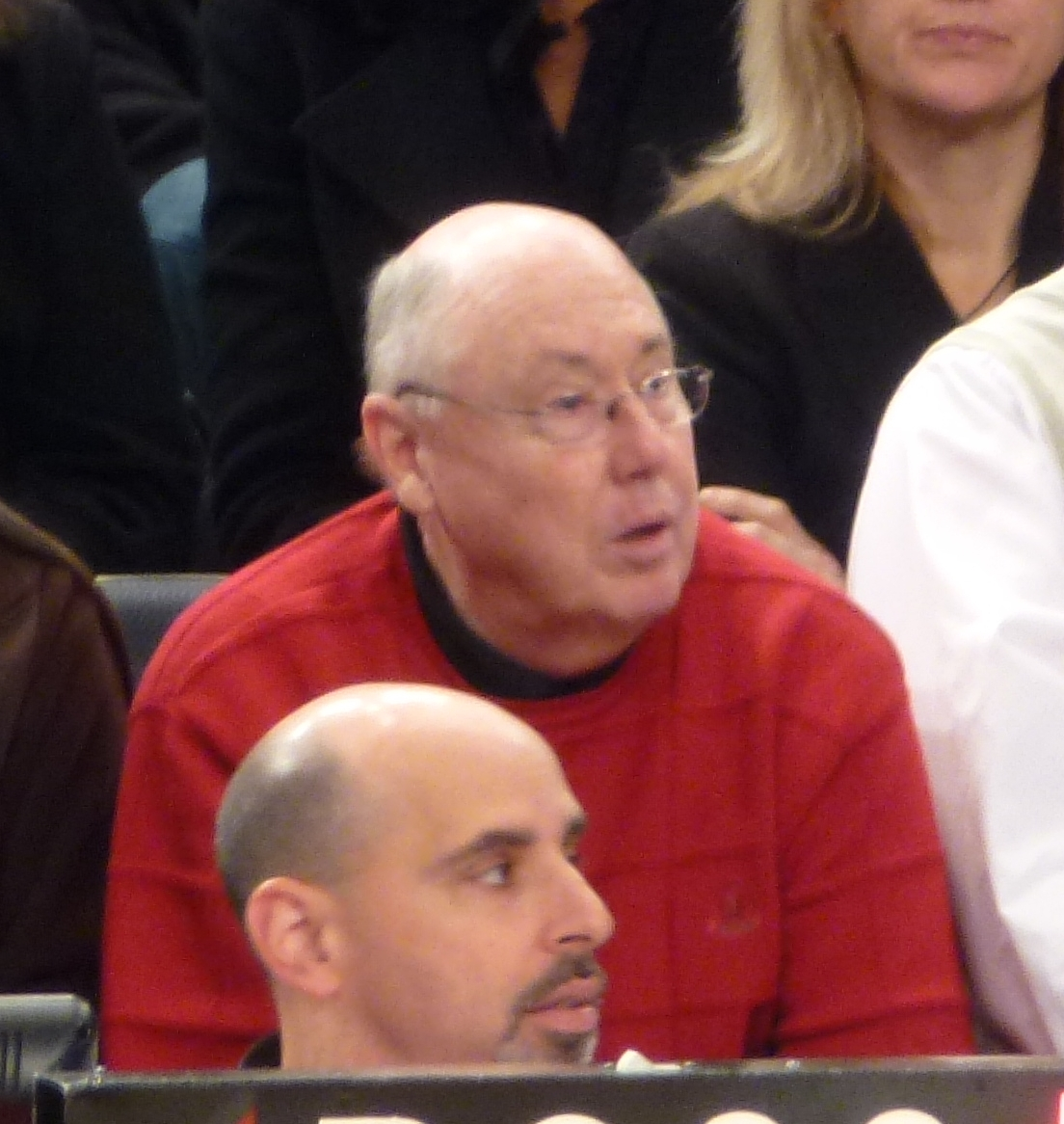
Mike Thibault, lauréat en 2006, 2008 et 2013.

|                | Introduit aux Basketball Hall of Fame                                               |
|                | Introduit aux Women's Basketball Hall of Fame                                       |
|                | Introduit aux Basketball Hall of Fame et aux Women's Basketball Hall of Fame        |
|                | Entraîneur étant toujours en activité à la WNBA                                     |
|                | Entraîneur ayant gagné le championnat cette année.                                  |
| Entraîneur (X) | Nombre de fois où l'entraîneur remporte la distinction                              |
| Équipe (X)     | Indique le nombre de fois qu'une joueuse de cette équipe avait gagné à ce moment-là |

| Saison | Entraîneur            | Équipe                      | Bilan | Pourcentage |
| ------ | --------------------- | --------------------------- | ----- | ----------- |
| 1997   | Van Chancellor        | Comets de Houston           | 18-10 | 64,3%       |
| 1998   | Van Chancellor (2)    | Comets de Houston (2)       | 27-3  | 90,0%       |
| 1999   | Van Chancellor (3)    | Comets de Houston (3)       | 26-6  | 81,3%       |
| 2000   | Michael Cooper        | Sparks de Los Angeles       | 28-4  | 87,5%       |
| 2001   | Dan Hughes            | Rockers de Cleveland        | 22-10 | 68,8%       |
| 2002   | Marianne Stanley      | Mystics de Washington       | 17-15 | 52,9%       |
| 2003   | Bill Laimbeer         | Shock de Détroit            | 25-9  | 73,5%       |
| 2004   | Suzie McConnell Serio | Lynx du Minnesota           | 18-16 | 52,9%       |
| 2005   | John Whisenant        | Monarchs de Sacramento      | 25-9  | 73,5%       |
| 2006   | Mike Thibault         | Sun du Connecticut          | 26-8  | 76,5%       |
| 2007   | Dan Hughes (2)        | Silver Stars de San Antonio | 20-14 | 58,8%       |
| 2008   | Mike Thibault (2)     | Sun du Connecticut (2)      | 21-13 | 61,8%       |
| 2009   | Marynell Meadors      | Dream d'Atlanta             | 18-16 | 52,9%       |
| 2010   | Brian Agler           | Storm de Seattle            | 28-6  | 82,4%       |
| 2011   | Cheryl Reeve          | Lynx du Minnesota (2)       | 27-7  | 79,4%       |
| 2012   | Carol Ross            | Sparks de Los Angeles (2)   | 24-10 | 70,6%       |
| 2013   | Mike Thibault (3)     | Mystics de Washington (2)   | 17-17 | 50,0%       |
| 2014   | Sandy Brondello       | Mercury de Phoenix          | 29-5  | 85,3%       |
| 2015   | Bill Laimbeer (2)     | Liberty de New York         | 23-11 | 67,6%       |
| 2016   | Cheryl Reeve (2)      | Lynx du Minnesota (3)       | 28-6  | 82,4%       |
| 2017   | Curt Miller           | Sun du Connecticut (3)      | 21-13 | 64,7%       |
| 2018   | Nicki Collen          | Dream d'Atlanta (2)         | 23-11 | 67,6%       |
| 2019   | James Wade            | Sky de Chicago              | 20-14 | 58,8%       |
| 2020   | Cheryl Reeve (3)      | Lynx du Minnesota (4)       | 14-8  | 63,6%       |
| 2021   | Curt Miller (2)       | Sun du Connecticut (4)      | 26-6  | 81,3%       |
| 2022   | Becky Hammon          | Aces de Las Vegas (2)       | 26-10 | 72,2%       |
| 2023   | Stephanie White       | Sun du Connecticut (5)      | 27-13 | 67,5%       |
| 2024   | Cheryl Reeve (4)      | Lynx du Minnesota (4)       | 30-10 | 75%         |